# Ђорђе Николић (фудбалер)
Ђорђе Николић (13. април 1997) је српски фудбалер који игра на позицији голмана. Фудбалску каријеру је започео у омладинском тиму Партизана. Крајем децембра 2014. године потписао је трогодишњи уговор са Јагодином. У јуну 2016. године Николић је напустио Јагодину и потписао четворогодишњи уговор са прваком Швајцарске Базелом.
Ђорђе Николић наступа за Фудбалску репрезентацију Србије до 18 године.